# Robert Hubert
Robert Hubert (* 9. Februar 1908 in Alençon, Frankreich; † Juli 1978 in Paris) war ein französischer Filmarchitekt.

## Leben und Wirken
Hubert erhielt seine künstlerische Ausbildung an der Pariser École Boulle. 1932 stieß er als Szenenbildnerassistent zum Film und war in dieser Funktion an der Seite bedeutender Kollegen wie Lazare Meerson, Jean Perrier und Serge Pimenoff tätig. Nur zwei Jahre später ließ man Hubert selbständig die Ausstattung und Filmbauten durchführen. Anfänglich musste er sich damit begnügen, die Entwürfe renommierter Kollegen wie etwa die Bauten Pimenoffs zu „Mayerling“ und „Spione von Saloniki“ auszuführen. Robert Huberts eigene Bauentwürfe waren oft konventioneller Natur, nur selten bestachen sie durch eine eigene Handschrift oder gar Einzigartigkeit. Bereits 1958 zog sich Robert Hubert, der 1947 der Festivaljury während der Filmfestspiele von Cannes angehört hatte, aus dem Filmgeschäft zurück.

## Filmografie
- 1934: Un homme en or
- 1935: Schlafwagen Paris-Toulon (Fanfare d’amour)
- 1935: Un oiseau rare
- 1936: Mayerling
- 1936: Spione von Saloniki (Mademoiselle Docteur)
- 1937: Vertrauensbruch (Abus de confiance)
- 1937: Orage
- 1938: Feux de joie
- 1939: Tempête sur Paris
- 1941: Annette und die blonde Dame (Annette et la dame blonde)
- 1943: L’aventure est au coin de la rue
- 1944: Farandole
- 1945: Les clandestins
- 1945: Le pays sans étoiles (auch Co-Drehbuch)
- 1946: Destins
- 1946: Blick ins Dunkel (Vertiges)
- 1947: SOS – 11 Uhr nachts (La dame d’onze heures)
- 1947: La caracasse et le Tord-Cou
- 1948: Les dieux du dimanche
- 1948: Letzte Liebe (Dernier amour)
- 1949: Rome-Express
- 1949: Ronde de Nuit
- 1949: Steppenrache (Vendetta en Camargue)
- 1950: La belle image
- 1950: Kein Mitleid mit Frauen ? (Pas de pitié pour les femmes)
- 1951: Liebe (Bel Amour)
- 1951: La plus belle fille du monde
- 1952: Son derniel Noël
- 1952: Lohn der Sünde (Minuit Quai de Bercy)
- 1953: Mourez, nous ferons le reste
- 1953: Alerte au sud
- 1954: Casse-cou Mademoiselle
- 1954: Mädchen in schlechter Gesellschaft (Le crâneur)
- 1955: Les aventures de Gil Blas de Santillane
- 1955: Cherchez la femme
- 1955: Oh la la, Chéri (Paris coquin)
- 1956: Miss Catastrophe
- 1956: Mon coquin de père
- 1956: Der Mann im Regenmantel (L’homme à l’imperméable)
- 1957: Filous et Cie.
- 1957: Fumée blonde
- 1957: Vacances explosives
- 1958: Der blonde Skorpion (Ça n'arrive qu'aux vivants)
- 1958: Soupe au lait